# Lophostola cumatilis
Lophostola cumatilis là một loài bướm đêm trong họ Geometridae.